# 테고사이언스
테고사이언스(Tego Science Inc.)는 대한민국의 화상치료제 기업이다. 본사는 서울특별시 강서구 마곡중앙8로 93 (마곡동, 테고사이언스)에 위치해 있으며 대표이사는 전세화이다. 세포배양기술을 바탕으로 재생 의료 전반을 연구하고 있다

한 명의 기증자에게서 유래한 세포로부터 다량의 세포치료제를 일관된 품질로 생산할 수 있는 세포배양기술, 대량생산한 세포치료제를 장기간 안정적으로 보관할 수 있는 배양피부 동결기술 및 조직재생물질 방출기술 등을 보유하고 있다

## 자회사
- 큐티젠래버러토리스[5]

## 상장
2014년 11월 6일 공모가 13,500원에 상장하였다.  

## 참고 문헌
1. ↑  김정우, 세계 최초 피부줄기세포 배양 치료 상용화 성공-국내 생산실적 60% 점유,  월간조선, 2011.01
2. ↑  조윤호, 테고사이언스 주가 장중 상한가 치솟아, 주름 세포치료제 효과 인증 소식에, 비지니스포스트, 2023-11-15
3. ↑  권혁진, 테고사이언스, 독보적 세포배양기술로 첨단재생의료 선도, 약업신문, 2023.11.09
4. ↑  한국IR협의회 기업리서치센터 기업분석-테고사이언스, 2023.04.14
5. ↑  신보경, 테고사이언스 자회사 '큐티젠랩', 화장품 기부 캠페인 '착한 박스' 참여, 코신코리아, 2023.12.29